# Jacques Dimont
Jacques Dimont, född 2 februari 1945 i Carvin, död 31 december 1994 i Avignon, var en fransk fäktare.
Dimont blev olympisk guldmedaljör i florett vid sommarspelen 1968 i Mexico City.